# Ferdinando Giorgetti
Ferdinando Giorgetti, né le 23 juin 1796 à Florence et mort le 23 mars 1867 dans la même ville), est un compositeur, violoniste, journaliste, professeur et chef d'orchestre italien.

## Biographie
Ferdinando Giorgetti, fils d'un professeur de mathématiques, est un enfant prodige.  Il commence à étudier le violon avec Giovanni Francesco Giuliani dès qu'il a cinq ans. À quinze ans il est violoniste à la musique de chambre de la reine d’Étrurie, qu’il accompagne en Espagne et en France. Durant les deux années qu’il passe avec elle au château de Compiègne il fréquente les salles de concert de Paris. À la fin de l'Empire, après 1814, Giorgetti retourne à Florence. Il tombe malade et doit renoncer au violon. Il se consacre à la composition, Disma Ugolini lui enseignant l’harmonie. En 1818, il a composé un concerto pour flûte.  En 1825, il remporte, à égalité avec Luigi Ferdinando Casamorata (it), un concours de l'Accademia di Belle Arti di Firenze  sur la mise en musique de la cantate Il Ciclope de Pietro Metastasio. Il apprécie particulièrement  le quatuor et il en composé huit, à cordes.
Il est ami avec Niccolò Paganini, pour qui il compose des pièces pour violon, avec Franz Liszt, qu'il rencontre à Florence en 1838] et avec Gioacchino Rossini.
En 1839 il est nommé professeur de violon au Lycée impérial et royal de Florence.  
En 1840 il fonde la Rivista Musicale di Firenze (Magazine musical de Florence), premier périodique italien entièrement consacré à la musique ; 1840.

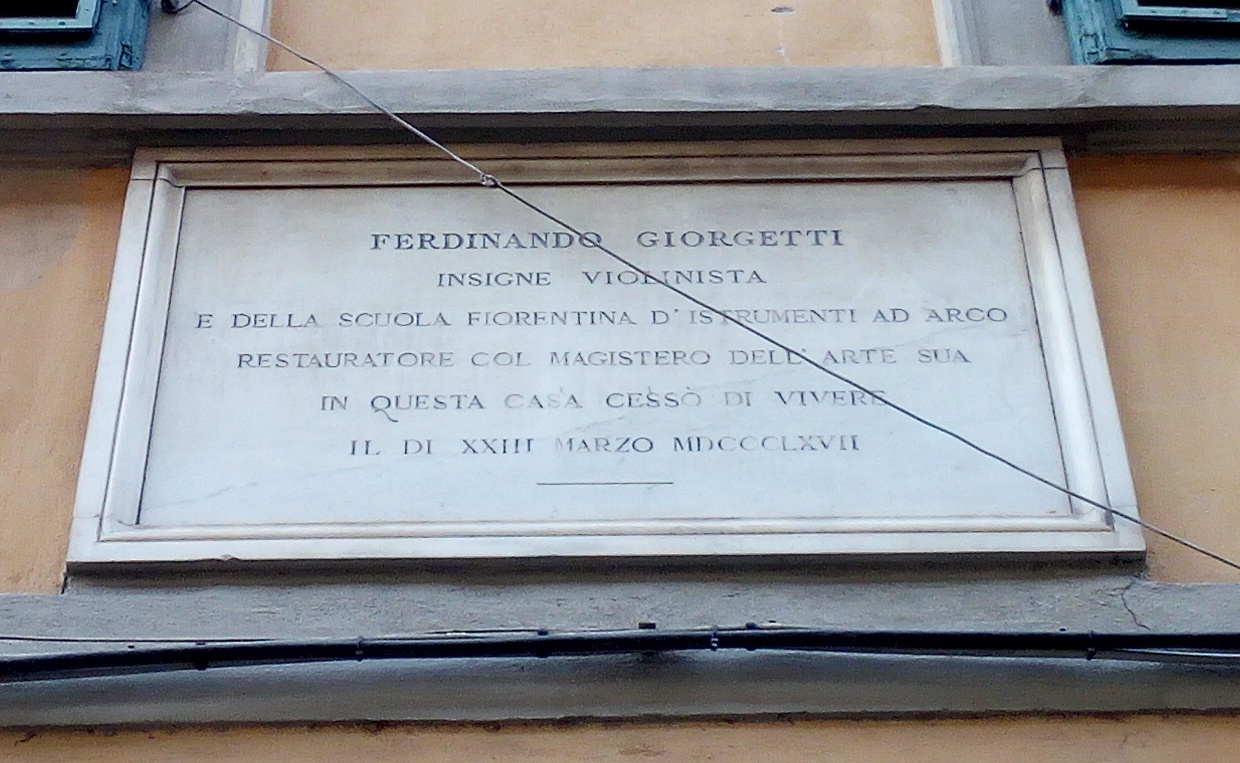
Traduction du texte : Ferdinando Giorgetti, violoniste insigne de l'école florentine d'instruments à archet, restaurateur magistral de son art, a cessé de vivre en cette maison le 23 mars 1867.

## Œuvres
- Grand Trio à cordes pour violoncelle, violon et viola en fa majeur, Op.11 , 1821
- Grand trio à cordes en sol majeur
- Melodia italiana
- Concerto pour violon en mi mineur
- 6 Études de violon, Op.28
- Sextuors. Violons (2), altos (2), violoncelle, contrebasse. La majeur. No 3. Op. 25,  dédiés à Gioacchino Rossini, 1845

### Publication
- Viola Method, Op.34, Milan, 1840, Tito Ricordi et E. Mellen Press, 2003,  112 pages (traduit le l'italien en anglais par Franco Sciannameo)